# Joe Fazio
Joseph Ray « Joe » Fazio, né le 11 septembre 1942 à Taree et mort le 1er août 2011, est un rameur d'aviron australien. 

## Carrière
Joe Frazio participe aux Jeux olympiques de 1968 à Mexico et remporte la médaille d'argent avec le huit australien composé de Peter Dickson, Michael Morgan, David Douglas, John Ranch, Alf Duval,  Gary Pearce, Bob Shirlaw et le barreur Alan Grover.